# Sturmia bella
Sturmia bella is een vliegensoort uit de familie van de sluipvliegen (Tachinidae). De wetenschappelijke naam werd gepubliceerd in 1824 door Johann Wilhelm Meigen.